# طارق (مغني)
طارق حسين (بالألمانية: Tarééc)‏ ومعروف كـ«طارق» (بالأحرف اللاتينية Tarééc) المولود في برلين، ألمانيا في 3 يوليو/تموز 1978 هو مغني ريذم أند بلوز ألماني من أصل سوريا-فلسطيني.
طارق رياضي بارع لعب في شبابه كرة القدم في Tasmania Berlin وHertha Zehlendorf وتم تجربته لضمه إلى الفريق الوطني الألماني لما دون الـ16 ولكن قرر التكريس للموسيقى.
ألف فريقه الأول Da Corner مع ثلاث رابرز آخرين واتخذ وقتها الاسم الفني T-Soul. وبعد اشتراكه في مسابقة Blonds Talent Award، انضم إلى فرقة The Boyz الألمانية الشبابية boy band محتفظا بالإسم الفني T-Soul. وكان الفريق يضم أيضا مغنيا آخر من أصل عربي هو المصري التونسي عادل طويل (بالأحرف اللاتينية Adel Tawil) ومعروف باسمه الفني Kane بالإضافة إلى Florian Fischer أي Flow وSalvatore Di Blasi وStephane Claudio Kroll-Marongiu
فرقة «دا بويز» الموسيقية تمتعت بالشهرة وأصدرت ألبومين في التسعينات، الأول Boyz in da House والثاني Next Level. وانفرط عقد الفريق عام 1999.
وسقط طارق في حالة نفسية سيئة وعانى من مشاكل الإدمان إلى أن نصحه الأطباء بالتركيز على كتابة الموسيقى، حيث غيّر اسمه الفني إلى Tarééc ووقع عقدا مع شركة الهيب هوب الألمانية للإسطوانات ersguterjunge وتعاون مع عرفات، وعادل طويل وبوشيدو وكلهم كانوا مع الشركة. السينغل الأول له مع الشركة كان "Für das Volk" وشاركه الرابر النمساوي Chakuza وصور بموضوع كرة القدم للإشارة إلى ضلوعه في الرياضة في صباه. . عام 2009 أصدر ألبومه المنفرد الأول Hoffnung أي الأمل وأغلبية الأغنيات في الألبوم من إنتاج عادل طويل. طارق ترك شركة ersguterjunge عام 2010.

## الألبوم
- 2009: Hoffnung

## السينغلز
- 2008: "Für das Volk" بمشاركة Chakuza
- 2009: "Tränen lügen nicht"